# Nhạc Phúc âm
Thuật từ Nhạc Phúc âm thường được dùng để chỉ thể loại nhạc tôn giáo khởi phát từ các giáo đoàn của người Mỹ gốc Phi. Tuy nhiên, trong ý nghĩa rộng lớn hơn, có hai thể loại nhạc phúc âm: một của người da đen, loại còn lại là nhạc tôn giáo được những nghệ sĩ Cơ Đốc da trắng ngụ cư tại miền Nam nước Mỹ sáng tác và trình diễn. Trong khi sự tách biệt giữa hai thể loại âm nhạc này không bao giờ có giá trị tuyệt đối - cả hai đều bắt nguồn từ thánh ca và giới nghệ sĩ thuộc hệ phái Giám Lý - sự chia cắt sâu sắc giữa một nước Mỹ thuộc về người da trắng và một nước Mỹ thuộc về người da đen, nhất là giữa các giáo hội của người da đen và của người da trắng trong bối cảnh lịch sử thời ấy, đã khiến hai thể loại âm nhạc tách rời khỏi nhau. Và mặc cho sự phân biệt được thu hẹp dần trong năm mươi năm qua, hai thể loại này của nhạc phúc âm vẫn tiếp tục tồn tại như là hai thực thể riêng biệt.
Khởi phát từ đầu thế kỷ 17 và được phổ biến trong cộng đồng da đen theo phương pháp truyền khẩu. Những bản thánh ca và nhạc tâm lýnh được lặp đi lặp lại theo thể đối đáp. Người hát thường vỗ tay và dậm chân để giữ nhịp. Hầu hết các bài hát đều được thể hiện theo phong cách a cappella. Lần đầu tiên những ca khúc này được xuất bản dưới tên "Nhạc Phúc âm" là vào năm 1874. Các tác giả đầu tiên của dòng nhạc Phúc âm là George F. Root, Philip Bliss, Charles H. Gabriel, William Howard Doane, và Fanny Crosby, rồi bắt đầu hình thành những nhà xuất bản cho dòng nhạc mới này. Sau thế chiến thứ hai, nhạc phúc âm tìm được chỗ đứng của mình trong những thính phòng lớn, và được tổ chức công phu hơn.
Trong cả hai truyền thống, trong khi một số ca sĩ như Mahalia Jackson tự giới hạn mình chỉ trình diễn trong khung cảnh tôn giáo, thì những người khác như nhóm Tứ ca Golden Gate, và Clara Ward chấp nhận trình diễn nhạc phúc âm trong môi trường thế tục, ngay cả tại các hộp đêm. Những nghệ sĩ này vẫn thường trình bày các ca khúc phúc âm trong các buổi trình diễn nhạc thế tục, mặc dù không có ca sĩ nào trình diễn các ca khúc thế tục trong các chương trình nhạc phúc âm.
Tuy vẫn được xem là một hiện tượng của nước Mỹ, Nhạc Phúc âm đã lan tỏa khắp nơi trên thế giới, điển hình là tại Úc với các ca đoàn như The Elementals và Jonah & The Whalers cùng những festival như Festival Nhạc Phúc âm Úc.

## Nhạc Phúc âm Da đen

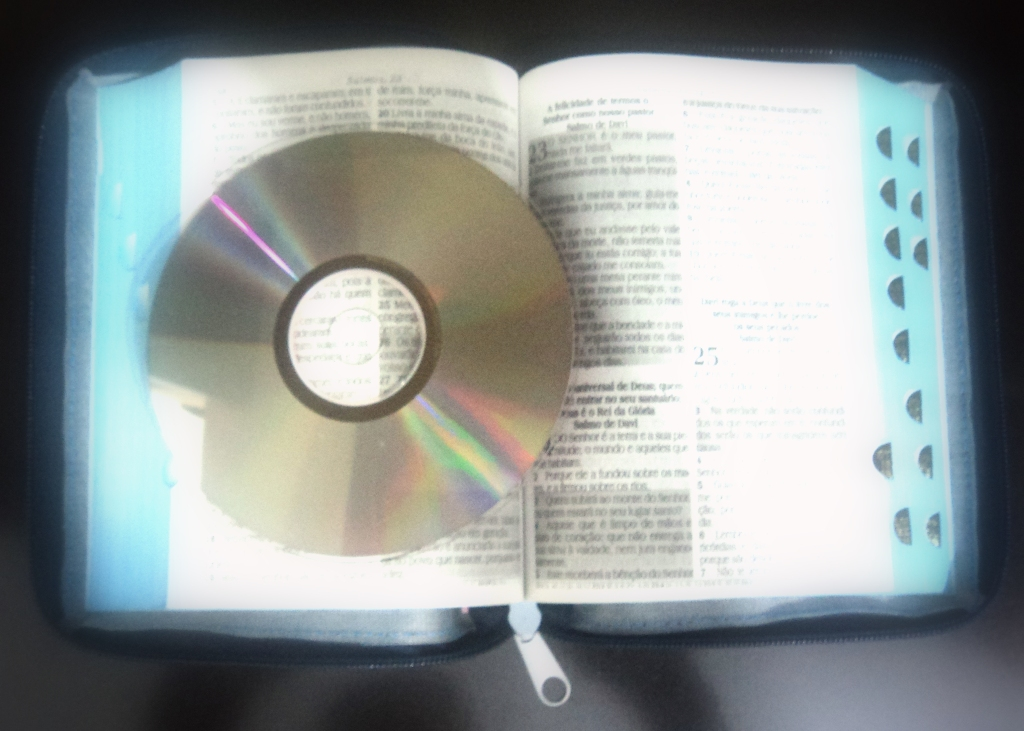
Biểu trưng của Nhạc Phúc âm: Phúc âm được thể hiện bằng âm nhạc

Hiện tượng âm nhạc mà hầu hết mọi người ngày nay nhìn nhận như là "nhạc tôn giáo của người Mỹ gốc Phi dựa trên các ca đoàn nhà thờ với những giọng đơn ca điêu luyện đã có một khởi đầu 80 năm trước đây không giống như hiện nay. Nhạc Phúc âm mà Thomas A. Dorsey (nổi tiếng với ca khúc "Take My Hand, Precious Lord"), Sallie Martin, Tiến sĩ Mattie Moss Clark, Willie Mae Ford Smith, và những nhà tiên phong khác đã khổ công biến thành một thể loại âm nhạc được công chúng yêu thích, bắt nguồn từ những hình thức khoáng đạt được sử dụng để biểu thị lòng mộ đạo tại các nhà thờ thuộc Phong trào Thánh khiết nhằm khuyến khích tín hữu "làm chứng", thuật lại, hoặc ca hát cách tự phát về đức tin, và những trải nghiệm của họ khi được Chúa Thánh Linh "thăm viếng", cũng như tình trạng ngập tràn phước hạnh trong tâm linh, đôi khi họ nhảy múa như một cách biểu đạt cảm xúc.
Nhạc phúc âm đô thị đương đại còn được gọi là nhạc phúc âm của người da đen. Nhạc phúc âm blues là sự kết hợp của nhạc blues với ca từ phúc âm. Nhạc phúc âm miền Nam được trình diễn bởi những nhóm tứ ca nam với hai giọng tenor và bass. Nhạc đồng quê Cơ Đốc là một thể loại nhạc phúc âm với âm điệu đồng quê. Dòng nhạc này đạt đến đỉnh cao vào giữa thập niên 1990.
Nhạc phúc âm Bluesgrass bắt nguồn từ âm nhạc ở vùng cao nước Mỹ. Nhạc phúc âm Celtic mang âm hưởng Celtic, được yêu thích tại những xứ sở như Ireland. Nhạc phúc âm da đen ở Anh phổ biến trong cộng đồng di dân đến từ châu Phi. Ngày nay, bất kể những dị biệt lịch sử ấy, nhạc phúc âm được chấp nhận rộng rãi trong các giáo hội Cơ Đốc.

### Thế kỷ 19
Khởi phát từ đầu thế kỷ 17, nhạc phúc âm bắt nguồn từ những trải nghiệm tâm linh của người Mỹ gốc Phi, được phổ biến và lưu truyền qua truyền khẩu, ca từ của những bài hát thuộc dòng nhạc này được lặp lại nhiều lần, chính yếu tố này giúp những người da đen không biết chữ có cơ hội tham gia vào các buổi lễ thờ phượng. Trong thời kỳ này, người ta thường hát thánh ca và nhạc tâm linh theo thể đối đáp, dần dà phong cách này được chấp nhận như là một phần của nền âm nhạc người châu Phi, có tác dụng gắn kết các cá nhân trong cộng đồng. Trong nhà thờ, khi hát người ta thường vỗ tay và dậm chân để giữ nhịp. Đàn guitar và trống lục lạc (tambourine) thi thoảng mới được sử dụng. Hầu hết đều hát không nhạc đệm.
Thuật từ "Ca khúc Phúc âm" xuất hiện lần đầu tiên vào năm 1874 khi Philip Bliss xuất bản quyển Ca khúc Phúc âm: Tuyển tập Thánh ca. Thuật từ này được dùng để miêu tả một thể loại mới trong nền âm nhạc tôn giáo, đó là những bài hát dễ cảm thụ với giai điệu dễ nhớ và ca từ dễ thuộc, bắt nguồn từ phong trào chấn hưng tâm linh của Dwight L. Moody với Ira D. Sankey phụ trách phần âm nhạc. Dòng nhạc này được yêu thích trong những buổi truyền giảng phục hưng tổ chức tại các thành phố lớn. George F. Root, Philip Bliss, Charles H. Gabriel, William Howard Doane, và Fanny Crosby là những nhà sáng tác nổi bật trong thời kỳ sơ khai của dòng nhạc phúc âm.

### Thế kỷ 20 (thập niên 1920 - 1940)
Trong thập niên 1920, các "nghệ sĩ được thánh hóa", điển hình như Arizona Dranes - nhiều người trong số họ cũng là những nhà thuyết giáo du hành - khởi sự ghi âm các ca khúc theo cách pha trộn các chủ đề tôn giáo với kỹ thuật barrelhouse, blues và boogi woogie, cũng như bắt đầu đem các loại nhạc cụ của nhạc jazz, như trống và kèn, vào nhà thờ. Cần ghi nhớ rằng nhạc phúc âm không chỉ đơn giản là một loại hình âm nhạc, mà còn là một phần tinh tế trong các trải nghiệm tôn giáo của các tín hữu.
Từ thập niên 1920, công nghiệp truyền thanh làm gia tăng đáng kể số lượng thính giả nghe nhạc phúc âm.
Arizona Dranes, một trong những giọng ca nữ đầu tiên của dòng nhạc phúc âm, là người đầu tiên giới thiệu phong cách ragtime cho dòng nhạc này.
Trong cộng đồng người Mỹ gốc Phi, sau những thành công của nhóm Fisk Jubilee Singers, phong cách a cappella được ưa chuộng nhiều hơn qua sự trình bày của các nhóm tứ ca. Thập niên 1930 chứng kiến sự xuất hiện của những nhóm nhạc như Tứ ca Fairfield, Dixie Hummingbirds, Five Blind Boys of Mississippi, Five Blind Boys of Alabama, Soul Stirrers, Swan Silvertones, Charioteers, và Tứ ca Golden Gate. Trong thời kỳ nô lệ, những tín hữu da đen bị xem là thấp hèn trong nhà thờ của người da trắng, nhưng sau khi được giải phóng, người da đen tự thiết lập những giáo đoàn cho chính họ. Các nhóm nhạc phúc âm rất được yêu thích trong cộng đồng da đen, mặc dù chỉ có ít người da trắng bắt đầu quan tâm đến. Trong hai thập niên, 1920 – 30, ngoài những nhóm tứ ca nổi tiếng, còn có nhiều nghệ sĩ trình bày nhạc phúc âm, thường thì với đàn guitar họ hát trên đường phố ở những khu đô thị miền Nam.
Thập niên 1930 ở Chicago xuất hiện một tên tuổi mới, về sau trở thành một trong số những người tạo lập nhiều ảnh hưởng trong dòng nhạc phúc âm: Thomas A. Dorsey. Trước khi đến với dòng nhạc phúc âm sau những thử thách và trải nghiệm trong đời sống tâm linh, kể cả cái chết đột ngột của người vợ đang mang thai, Dorsey đã dành suốt thập niên 1920 để sáng tác và trình diễn nhạc blues dưới nghệ danh Georgia Tom. Nhận lãnh kiến thức Kinh Thánh từ cha, một mục sư Baptist, và kỹ năng trình diễn piano từ mẹ, Dorsey trở thành nhạc sĩ blues khi gia đình dời đến Atlanta. Dorsey là người có công phát triển sự nghiệp âm nhạc của nhiều nghệ sĩ da đen, trong đó có Mahalia Jackson. Ông tổ chức các hội nghị thường niên cho giới nghệ sĩ, cùng Martin đi khắp nơi để bán nhạc tờ (sheet music), cuối cùng ông đã thành công trong nỗ lực vượt qua mọi trở ngại thường gặp tại các nhà thờ có khuynh hướng bảo thủ, ở đây loại nhạc mới được xem là trần tục và tội lỗi.
Cung cách thể hiện phóng khoáng này ảnh hưởng đến các thể loại nhạc tôn giáo khác của người da đen. Những nhóm nhạc được yêu thích nhất thường là các nhóm tứ ca nam hoặc những nhóm nhỏ như Tứ ca Golden Gate. Họ hát, thường không có nhạc đệm (a cappella), với cách thể hiện vui tươi sinh động, hòa âm được soạn kỹ, giai điệu du dương, kỹ thuật chuyển âm điêu luyện, đã tạo ra một phong cách thể nghiệm tươi mới khác xa với cách hát thánh ca trầm lắng theo truyền thống. Chịu ảnh hưởng những nhóm nhạc pop như The Mill Brothers, các nhóm nhạc này cho ra mắt những ca khúc pha trộn các chủ đề tôn giáo quen thuộc với những cảm nhận về các vấn đề chính trị và xã hội. Ảnh hưởng của Phúc âm ngày càng được nhận thấy rõ hơn, khi họ đem loại hình âm nhạc mới này vào vốn liếng âm nhạc sẵn có của mình.

### Thời Hoàng kim (thập niên 1940 - thập niên 1950)

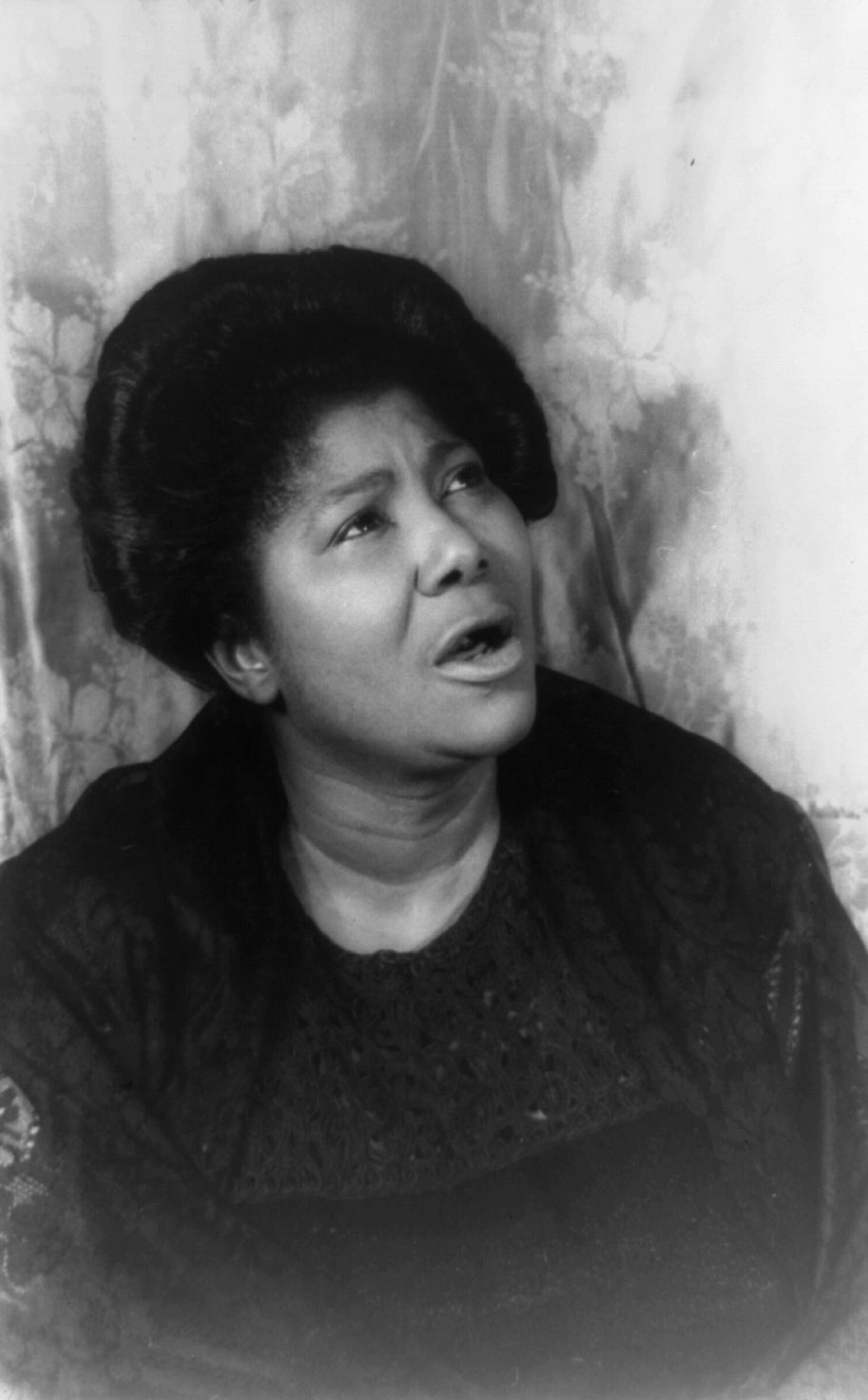
Mahalia Jackson

Sau thế chiến thứ hai, vị trí của nhạc phúc âm được nâng cao khi những buổi hòa nhạc được chuẩn bị chu đáo hơn và được mời trình diễn trong những thính đường có uy tín như Carnegie Hall với Festival Nhạc Phúc âm Da đen và Âm nhạc Tôn giáo do Joe Bostic tổ chức trong năm 1950. Năm sau, ông thực hiện tiếp một festival với quy mô lớn hơn, đến năm 1959, festival được dời đến Madison Square Garden.
Nhạc phúc âm được sáng tác bởi Dorsey, và bởi những nhạc sĩ khác, trở nên rất thịnh hành với các nhóm tứ ca, các nhóm này khởi sự chuyển sang một hướng mới. Các nhóm như Dixie Hummingbirds, Pilgrim Travelers, Soul Stirrirs, Swan Silverstones, Sensational Nightingales, và Five Blind Boys of Mississippi đem đến một cách thể hiện phóng khoáng hơn cho những phối âm đóng của phong cách lễ hội, thêm khoảng trống cho những ngẫu hứng, và sử dụng những phân đoạn ngắn được lặp lại nhiều lần trong nhạc nền để duy trì nhịp điệu căn bản cho những sáng tạo của ca sĩ chính. Thành viên của các nhóm tứ ca thường kết hợp phần phô diễn tính điêu luyện của giọng ca đơn với phần hợp ca đầy ngẫu hứng theo những nhịp điệu luôn được cải biên, giúp biểu đạt những cung bậc cảm xúc và thể hiện được tính nghệ thuật qua các ca khúc được trình bày.
Trong những thập niên 1940 và 1950, khi các nhóm tứ ca lên đến đỉnh cao, cũng là lúc một số giọng ca nữ bắt đầu bước vào vùng hào quang của các ngôi sao. Những ngôi sao như Mahalia Jackson, và Bessie Griffin chuyên về đơn ca, trong khi những người khác như Clara Ward, The Caravans, The Davis Sisters, và Dorothy Love Coates, trình diễn với những nhóm nhỏ. Hầu hết các giọng ca nữ thuộc dòng nhạc phúc âm gây dựng sự nghiệp ca hát của mình dựa trên sức mạnh kỹ thuật và sức thu hút của lời chứng về những trải nghiệm tôn giáo của chính họ.
Trong các giọng ca nữ này nổi bật hơn cả là Roberta Martin ở thành phố Chicago. Martin lãnh đạo những nhóm nhạc có cả ca sĩ nam lẫn nữ, trình diễn theo phong cách tập thể hơn là chú trọng vào sự phô diễn tính điêu luyện của giọng ca đơn; Martin cũng là người bảo trợ những nghệ sĩ hoạt động độc lập như James Cleveland, Cleveland là nhân vật trong những thập niên kế tiếp đã làm thay đổi bộ mặt của dòng nhạc phúc âm.

### Các Ca đoàn và những Ngôi sao (thập niên 1960 đến nay)
Cleveland và Alex Bradford mang đến một bầu không khí mới cho dòng nhạc phúc âm, khi họ khởi sự thành lập những ca đoàn đông đảo và những tổ chức lớn với kỷ luật làm việc tốt, sử dụng phối âm phức tạp, giúp tiếng hát của toàn thể ca đoàn thể hiện những tiết tấu thu hút, những hòa âm tinh tế, và hỗ trợ cho những giọng hát thuộc các nhóm tứ ca của thời kỳ vàng son phô diễn chất giọng và kỹ năng điêu luyện của mình. The Brooklyn Tabernacle Choir, và The Mississippi Mass Choir là hai ca đoàn nổi tiếng nhất trong số hàng trăm ca đoàn của các nhà thờ địa phương.
Giống Dorsey và những nhà tiên phong khác đã vay mượn từ nhạc blues và nhạc jazz, những ngôi sao nhạc phúc âm gần đây như Andrae Crouch, CeCe Winans và Take 6 tiếp cận với ảnh hưởng của nhạc pop, trong khi những người khác như Kirk Franklin đem một số yếu tố của nhạc hip hop vào dòng nhạc phúc âm.
Sự chấm dứt luật phân biệt chủng tộc tại miền Nam nước Mỹ đã làm thay đổi điểm tập chú của nhạc phúc âm. Suốt trong thời kỳ phân biệt chủng tộc với những biện pháp bất công và khắc nghiệt áp đặt trên người da đen, trong vòng các nhà thờ có thái độ phi chính trị thuộc Phong trào Thánh khiết, nhạc phúc âm chỉ có thể diễn đạt những than thở kín đáo ví như ca từ "Khi lên đến Thiên đàng tôi sẽ ca hát và kêu to/ vì không còn ai tống cổ tôi ra"; người nghe sẽ hiểu được ý nghĩa ẩn giấu đằng sau những ca từ này. Chẳng có gì đáng ngạc nhiên khi bùng nổ Phong trào Dân quyền (được soi dẫn bởi tinh thần bất bạo động của Mục sư Martin Luther King, Jr., theo đuổi những biện pháp ôn hòa nhằm đấu tranh cho quyền hiến định của người da đen) nhạc phúc âm trở nên một loại "nhạc hiệu" cho phong trào. Ngày nay nhạc phúc âm tập chú vào thông điệp như sự cần thiết phải có những trải nghiệm cá nhân về sự cứu rỗi.

### Ảnh hưởng của Nhạc Phúc âm

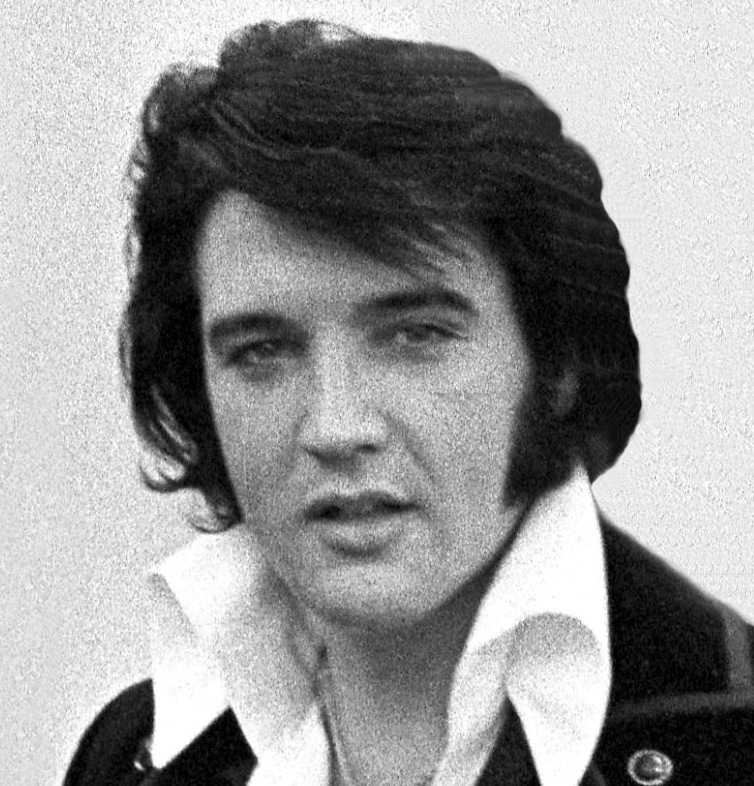
Elvis Presley, năm 1970

Những nghệ sĩ nhạc phúc âm, từng chịu ảnh hưởng trào lưu nhạc pop trong nhiều năm, đến phiên mình gây ảnh hưởng đáng kể trên dòng nhạc rhythm và blues (R&B); những nhóm nhạc như Orioles, Ravens và Flamingos đã ứng dụng kỹ thuật a cappella của các nhóm tứ ca nhạc phúc âm cho các ca khúc nhạc pop vào cuối thập niên 1940, và suốt trong thập niên 1950. Những nghệ sĩ nhạc phúc âm hoạt động độc lập như Sam Cooke, và những nghệ sĩ nhạc thế tục như Ray Charles, và James Brown, từng vay mượn nhiều từ nhạc phúc âm, đã tạo nên dấu ấn đậm nét trong thập niên 1950, khi giúp kiến tạo dòng nhạc soul bằng cách mang nhiều hơn tính chất của nhạc phúc âm vào trong nhạc rhythm và nhạc blues. Có lẽ Elvis Presley là nghệ sĩ nhạc phúc âm vĩ đại nhất, mặc dù ông cũng là đại thụ trong giới nhạc rock'n roll, và nhạc đồng quê. Presley yêu thích những ca khúc nhạc phúc âm như "Why me Lord", "How great Thou art" (Lớn Bấy Duy Ngài), và "You'll never walk alone".
Nhiều người trong số các nghệ sĩ nổi tiếng của dòng nhạc soul như Aretha Franklin, Marvin Gaye, Wilson Pickett và Al Green, đều xuất thân từ các ca đoàn nhà thờ và dòng nhạc phúc âm, vì vậy họ mang theo mình nhiều âm hưởng từ cung cách trình diễn ca khúc của những ca sĩ nhạc phúc âm như Clara Ward và Julius Cheeks. Những nhạc sĩ sáng tác nhạc thế tục thường cải biên một số bài hát nhạc phúc âm như ca khúc "I've Got A New Home" của nhóm Pilgrim Traveler đã được Ray Charles soạn lại thành ca khúc "Lonely Avenue", hay bài hát "Stand By Me" được Ben E. King cùng Lieber và Stoller soạn lại từ một ca khúc nhạc phúc âm nổi tiếng.

## Nhạc Phúc âm Da trắng

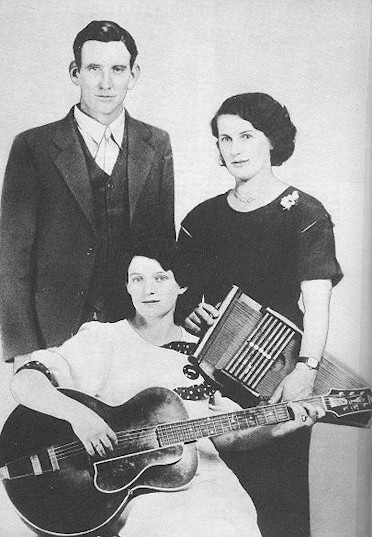
Nhóm nhạc Carter Family, năm 1927

Vẫn thường được gọi là nhạc phúc âm miền Nam hoặc nhạc phúc âm đồng quê để phân biệt với nhạc phúc âm của người da đen, nhạc phúc âm da trắng đi theo một lộ trình khác trong suốt tám mươi năm qua. Một phần nguồn gốc của nhạc phúc âm da trắng được tìm thấy trong các tác phẩm của Aldine S. Kieffer, và Ephraim Ruebush. Dòng nhạc này được phát triển bởi những giáo viên âm nhạc lưu động, các nhóm tứ ca nhạc phúc âm, và các công ty xuất bản nhạc như A.J. Showalter (1879), James D. Vaughan Publishing, và Stamps-Baxter Music and Printing.
Nhạc phúc âm miền Nam tìm thấy nguồn cảm hứng sáng tác trong bối cảnh tôn giáo của các giáo đoàn thuộc Phong trào Thánh khiết, khi ấy đang phát triển mạnh trên khắp miền Nam trong những thập niên đầu của thế kỷ 20 để kiến tạo một nền âm nhạc mới, bổ sung cho những bài thánh ca truyền thống của thế kỷ 18 và 19, hình thành nên những hình thái mới trong nghi thức thờ phượng.
Có những nghệ sĩ nhạc phúc âm đồng quê, như Carter Family, giành được tình cảm của đông đảo người nghe qua các đĩa nhạc và các chương trình trên sóng phát thanh trong thập niên 1920 và 1930. Những người khác, như Homer Rodeheaver, George Beverly Shea hay Cliff Barrows, là những ca sĩ nổi tiếng nhờ xuất hiện thường xuyên trong các chiến dịch truyền giảng Tin Lành của những nhà truyền bá phúc âm du hành như Billy Sunday hoặc Billy Graham.
Thành phố Hartford, Tiểu bang Arkansas, suốt một thời được xem là ốc đảo của ngành xuất bản nhạc phúc âm, nơi đặt bản doanh của Công ty Âm nhạc Hartford với sự cộng tác của các tài năng âm nhạc như Albert E. Brumley (sáng tác ca khúc "I'll Fly Away"), và E. M. Barlett (sáng tác ca khúc "Victory in Jesus").

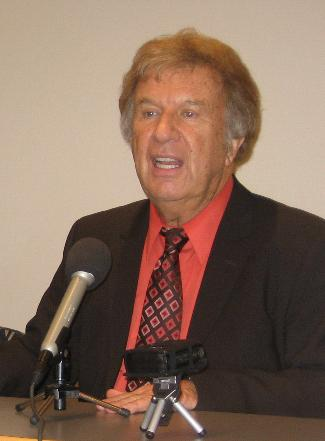
Bill Gaither, năm 2008

Trong số những nghệ sĩ trình diễn nhạc phúc âm miền Nam thành công nhất phải kể đến Tứ ca The Statesmen, The Blackwood Brothers, Jordanaires, J.D. Summer, Tứ ca Stamps, Oak Ridge Boys, The Happy Goodman Family và The Cathedrals. Cũng giống nhạc phúc âm của người da đen, khán giả nhạc phúc âm của người da trắng phần lớn là các tín hữu thường đến dự các buổi lễ thờ phượng tại nhà thờ, không phải lúc nào cũng đồng ý tha thứ các ngôi sao của họ, khi những nghệ sĩ này từ bỏ dòng nhạc phúc âm để quay sang thể loại âm nhạc khác, như trường hợp của Oak Ridge Boys với chọn lựa mới là dòng nhạc pop. Có những nhóm truyền thống khác như The Imperials, góp phần cho sự phát triển của nền âm nhạc Cơ Đốc đương đại. Trong những năm gần đây, nhạc phúc âm miền Nam chứng kiến sự hồi sinh khi đông đảo người hâm mộ trở lại với dòng nhạc này nhờ những thành công của Bill và Gloria Gaither khi họ cho phát hành một loạt băng video "Homecoming", tập hợp những giọng ca huyền thoại của dòng nhạc phúc âm miền Nam cùng trình diễn với nhiều ngôi sao đương đại như The Gaither Vocal Band, The Hoppers và Ernies Haase & Signature Sound.
Hiệp hội Nhạc Phúc âm là tập hợp chủ lực của giới nghệ sĩ nhạc phúc âm với nhiều nhân vật nổi tiếng trong mọi lãnh vực của nhạc phúc âm. Hiệp hội Nhạc Phúc âm miền Nam đặc biệt chú trọng vào nhạc phúc âm miền Nam, có một Sảnh Vinh Danh (Hall of Fame), và một viện bảo tàng tọa lạc trong khuôn viên của công viên chủ đề Dollywood tại Pigeon Forge, Tiểu bang Tennessee.